# Джорджевич, Предраг
Пре́драг Джо́рджевич (серб. Предраг Ђорђевић / Predrag Đorđević, греч. Πρέντρακ Τζόρτζεβιτς; род. 4 августа 1972, Крагуевац) — югославский и сербский футболист, полузащитник.

## Карьера

### Клубная
Предраг начинал обучение в футбольной школе команды «Раднички» из Крагуеваца. Там его заметили скауты «Црвены Звезды» и подписали этого игрока. В составе «красных» он провёл 33 игры и 6 раз отличился. Вскоре его отдали в аренду в «Спартак» из Суботицы. Ввиду тяжёлой политической обстановки в стране Джорджевич вынужден был уехать в Грецию, где и провёл большую часть своей карьеры.
Начал карьеру в Греции, выступая в команде третьего дивизиона «Панилиакос». Благодаря удачной игре Джорджевича греческая команда прогрессировала и показывала лучшие результаты. 27 августа 1995 года Джорджевич дебютировал в греческой Суперлиге вместе с будущим чемпионом Европы Стелиосом Яннакопулосом. В 1996 году оба переходят в стан «Олимпиакоса».
Джорджевич хорошо исполнял штрафные удары и пенальти, а также являлся лидером команды. В первых пяти сезонах Джорджевич забил 50 мячей (благодаря ему Олимпиакос побеждал в 1997, 1998, 1999, 2000 и 2001 годах в чемпионате Греции), а в Лиге чемпионов 1998/99 благодаря своей игре вывел команду в 1/4 финала. В сезоне 2002/03 Суперлиги Греции Джорджевич забил 14 мячей и отдал 15 голевых передач, а в Лиге чемпионов отметился хет-триком, который привёл к разгрому «Байера» со счётом 6:2. В сезоне 2003/04 Джорджевич отметился 10 мячами и 22 голевыми пасами, а также был признан лучшим иностранным футболистом Греции, но чемпионский титул выиграть не смог (чемпионом стал «Панатинаикос»).
В сезоне 2004/05 он пропустил три игры в Лиге чемпионов из-за травмы, но после восстановления принял участие в игре с «Депортиво» из Ла-Коруньи и забил победный гол. В Кубке УЕФА он провёл 4 матча в ранге капитана, забив в ворота «Ньюкасла». Команда в Греции выиграла и чемпионат, и Кубок благодаря 25 матчам, 5 голам и 6 голевым передачам серба. Вскоре он подписал новый контракт на 2 года.
В следующем сезоне 34-летний игрок пропустил всего одну игру в чемпионате. Итого он забил 15 мячей, а по общему числу достиг отметки в 110 голов. Кульминацией этого стало участие Джорджевича в мировом первенстве в Германии, но его игра не помогла сербам выйти из группы, так как они проиграли все три матча.
В сезоне 2006/07 Джорджевич выиграл десятый титул чемпиона Греции, что стало рекордом в истории футбола Греции. Такое достижение покорялось только Георгиосу Анатолакису, и, более того, Предраг стал единственным на текущий момент иностранцем, достигавшим такого успеха. Через год Предраг совершил ещё одно достижение: его игра помогла в Лиге чемпионов победить «Вердер» и «Лацио», а по очкам греки сравнялись с мадридским «Реалом» и вышли в плей-офф. Через год Джорджевич 30 марта 2009 года объявил о завершении карьеры и закончил игровую карьеру ещё одним чемпионским титулом.

### В сборной
Он принял греческое гражданство во время выступлений. Ему предлагали сыграть за сборную Греции, но он отказался менять команду. Дебютировал в сентябре 1998 года в игре со Швейцарией. Принял участие в отборе на чемпионат Европы 2000 года, но в финальную заявку не попал. Единственный турнир, в котором он принял участие — чемпионат мира в Германии. Там он отыграл все три матча полностью против Нидерландов, Аргентины и Кот-д’Ивуара, но все игры сербы проиграли.

## Достижения
- Чемпион Греции (12): 1996/97, 1997/98, 1998/99, 1999/00, 2000/01, 2001/02, 2002/03, 2004/05, 2005/06, 2006/07, 2007/08, 2008/09
- Кубок Греции (5): 1998/99, 2004/05, 2005/06, 2007/08, 2008/09
- Суперкубок Греции: 2007